# Несмелова, Римма Валентиновна
Римма Валентиновна Несме́лова (1923—2010) — российская театральная актриса. Заслуженная артистка РСФСР (1978).

## Биография
Р. В. Несмелова родилась 4 октября 1923 года в слободе Батайск (ныне город Ростовской области). Окончила театральное училище при Воронежском драматическом театре.
На сцене Воронежского АТД имени Кольцова играла с небольшими перерывами в 1941—1997 годах.
Р. В. Несмелова умерла 30 августа 2010 года. Похоронена в Воронеже на Коминтерновском кладбище.

## Роли в театре
- «Анна Каренина» Л. Н. Толстого — Серёжа
- «Фабричная девчонка» А. М. Володина — Женя Шульженко
- «Вей, ветерок!» Я. Райниса — Барба
- «Егор Булычов и другие» М. Горького — Шурка
- «В добрый час!» В. С. Розова — Галя Давыдова
- «Другая» С. И. Алёшина — Марьяна Владимировна
- «Дурочка» Лопе де Вега — Клара, Финея
- «Ханума» А. А. Цагарели — Ханума
- «Никто» Э. де Филиппо — Нинучча
- «Горе от ума» А. С. Грибоедова — княгиня
- «Слон» А. А. Копкова — Алла
- «Женитьба» Н. В. Гоголя — Фёкла Ивановна
- «Любовь по переписке» по В. Н. Войновичу — мать Людмилы

## Признание
- работы отмечены грамотами и дипломами на различных фестивалях и театральных смотрах
- заслуженная артистка РСФСР (1978)